# Оверман, Айон
А́йон Оверма́н (англ. Ion Overman; 9 ноября 1976, Лос-Анджелес, Калифорния, США) — американская актриса

.

## Биография и карьера
Оверман родилась в Лос-Анджелесе, штат Калифорния. Мать Оверман — афроамериканка, а её отец имеет английские корни и родом из Великобритании. Начала сниматься в рекламных роликах, когда ей не было и четырёх лет. В возрасте тринадцати лет она дебютировала в репертуарном театре Чип Филдс. Она окончила Калифорнийский университет в Лос-Анджелесе и получила своего первого агента в 1993 году.
Оверман играла роль второго плана Детектива Сэм Блэр в телесериале «Говорящая с призраками» с 2008-го по 2010-й год. У неё также была роль второго плана Марии Скотт в пятом сезоне телесериала «Отчаянные домохозяйки».

## Избранная фильмография
| Год       |   | Русское название                  | Оригинальное название                    | Роль                       |
| --------- | - | --------------------------------- | ---------------------------------------- | -------------------------- |
| 1997      | с | Порт Чарльз                       | Port Charles                             | Габриэлла Гарса            |
| 1999      | с | Беверли-Хиллз, 90210              | Beverly Hills, 90210                     | Женщина № 1                |
| 1999      | с | Золотые крылья Пенсаколы          | Pensacola: Wings of Gold                 | Джоанна Киллиан            |
| 2001—2002 | с | Сильное лекарство                 | Strong Medicine                          | Доктор Стеф                |
| 2002      | с | C.S.I.: Место преступления Майами | CSI: Miami                               | София Ананова              |
| 2002      | с | Без следа                         | Without a Trace                          | Элис Букер / Дениз Чэндлер |
| 2004—2005 | с | Секс в другом городе              | The L Word                               | Кэндес Джюэлл              |
| 2005      | с | Молодые и дерзкие                 | The Young and the Restless               | Офицер Контрерас           |
| 2006      | с | Акула                             | Shark                                    | Лора Монтес                |
| 2006      | с | C.S.I.: Место преступления        | CSI: Crime Scene Investigation           | Репортёр                   |
| 2007      | с | Два с половиной человека          | Two and a Half Men                       | Викки                      |
| 2008—2010 | с | Говорящая с призраками            | Ghost Whisperer                          | Детектив Сэм Блэр          |
| 2009      | ф | Мэдея в тюрьме                    | Madea Goes to Jail                       | Линда                      |
| 2009      | с | В последний миг                   | Eleventh Hour                            | Дебби Бейлор               |
| 2009      | с | Отчаянные домохозяйки             | Desperate Housewives                     | Мария Скотт                |
| 2009      | с | Касл                              | Castle                                   | Кэндес Робинсон            |
| 2009      | с | Три реки                          | Three Rivers                             | Лидия Рамирес              |
| 2011      | с | Втайне от родителей               | The Secret Life of the American Teenager | Олли, подруга Норы         |
| 2012      | с | Морская полиция: Спецотдел        | NCIS                                     | Джейн Томас                |
| 2012      | с | Воздействие                       | Leverage                                 | Маршал Элли Роуз           |
| 2017—2018 | с | Коллективный разум                | Wisdom of the Crowd                      | Детектив Елена Руис        |